# Thorectes laevigatus
Thorectes laevigatus es una especie de coleóptero de la familia Geotrupidae.

## Distribución geográfica
Habita en el norte de África (entre otros lugares, en Ceuta.